# کلیسون ویرا
کلیسون هنریکه داسیلوا ویرا (زاده ۱۹ مارس ۱۹۹۵)، که به نام کلیسون شناخته می‌شود، یک فوتبالیست برزیلی است که به‌عنوان وینگر چپ برای کویابا بازی می‌کند.

## حرفه باشگاهی

### در آغاز کار
او در باتوکاتو شهر سائوپائولو به دنیا آمد. در تیم یونیا ساعو جانیو در حالی که ۱۶ سال داشت فوتبال حرفه ای را شروع کرد. بعد از به ثمر رساندن ۱ گل در سه بازی او بصورت قرضی به گرمیو پیوست.

### تیم ایتوانیو
کلیسون دز ۱۸ فبریه سال ۲۰۱۳ به باشگاه ایتوانو پیوست، و اولین بازی خود را برای این تیم در ۲۴ مارس انجام داد، بعد از آن او به عنوان تعویضی در مسابقه قهرمانی کومیانو پالیستو به بازی آمد که در آن بازی تیم او بازی را ۱–۲ واگذار کرد. او اولین گل حرفه ای خود را در ۱۵ مارس ۲۰۱۵ به ثمر رساند و تنها گل تیمش را در باخت ۱–۲ مقابل گرمیو اوساسکو آئوداکس به ثمر رساند.

### پونته پرتا
در ۲۸ آگوست ۲۰۱۵، کلایسون به صورت قرضی تا پایان سال برای باشگاه سری آ پونته پرتا قرارداد امضا کرد. او اولین بازی خود را در این رده در ۲ سپتامبر انجام داد و در باخت خانگی ۱–۲ مقابل کروزیرو با بیرو بیرو تعویض شد.
در ۱۸ نوامبر ۲۰۱۵، پونته کلایسون را به‌طور کامل خرید و قرارداد پنج ساله جدید او از ژانویه سال بعد اجرایی شد. او در طول فصل خود را به عنوان یک بازیکن در ترکیب ثابت کار خود را شروع کرد و اولین گل خود را در ۳ ژوئن ۲۰۱۶ با زدن گل دوم در برد ۲–۱ خارج از خانه مقابل آمریکا مینیرو به ثمر رساند.

## افتخارات
Ituano
- Campeonato Paulista: 2014

کورینتیانس
- Campeonato Brasileiro سری A: 2017
- Campeonato Paulista: 2018، ۲۰۱۹

باهیا
- Campeonato Baiano: 2020

کویابا
- Campeonato Mato-Grossense: 2021

### شخصی
- Campeonato Paulista بهترین بازیکن جوان: 2017[۳]